# Neospora caninum
Neospora caninum is een parasitair protozoön uit de stam van de apicomplexa dat in 1984 bij honden is ontdekt. Tot die tijd werd N. caninum verward met Toxoplasma gondii. De eindgastheer voor deze parasiet is de hond (caninum). In 1990 is N. caninum ook vastgesteld bij runderen, waar deze parasiet abortus kan veroorzaken, wat tot economische schade kan leiden, door verlies van het kalf en daling van de melkproductie.